# 볼리바르 혁명

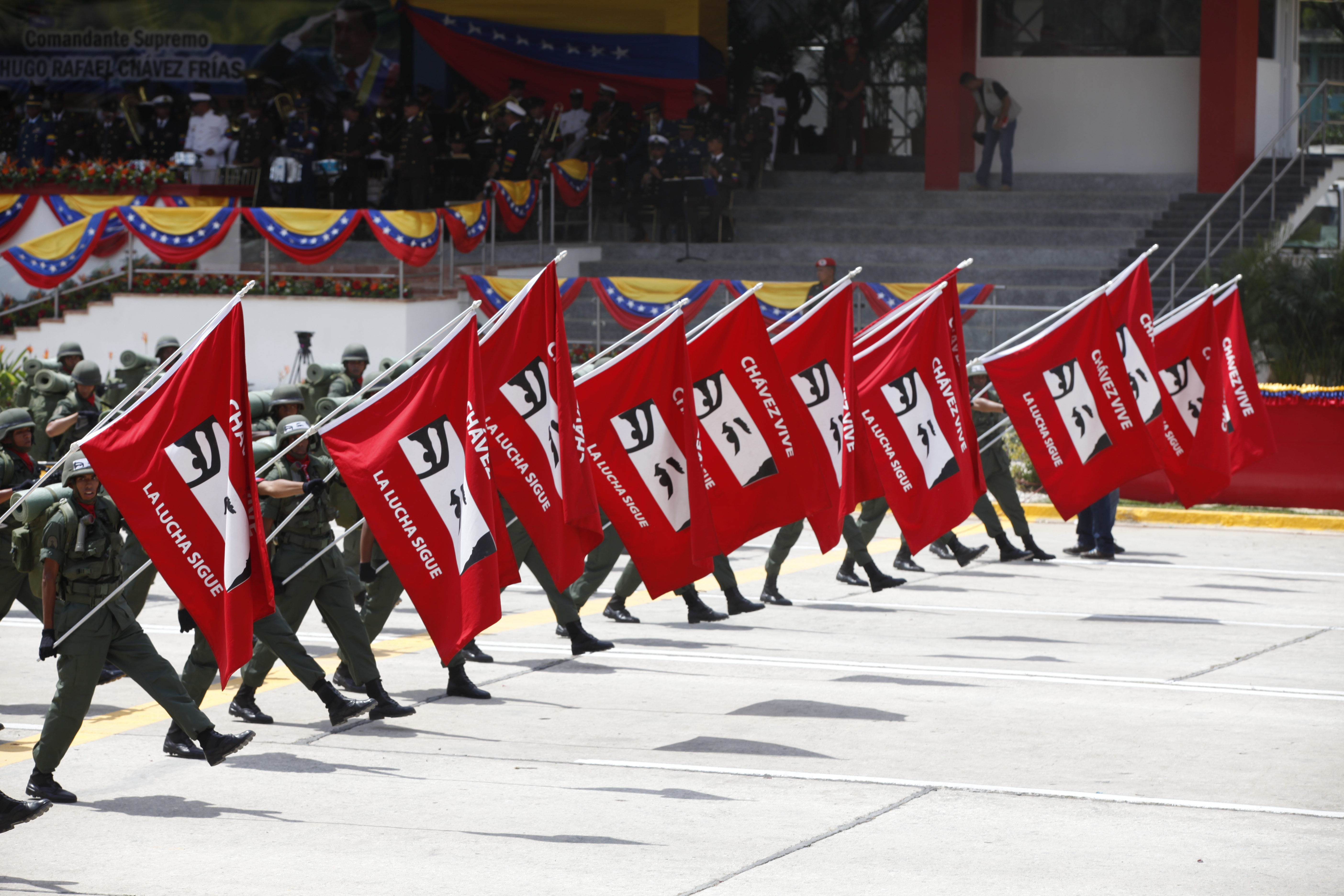
볼리바르 혁명

볼리바리안 혁명(스페인어: Revolución bolivariana)는 베네수엘라의 대규모 사회 운동이자 정치적인 과정이다. 이를 이끈 사람은 제5공화국운동을 시작한 옛 베네수엘라의 대통령인 우고 차베스이다. 볼리바르주의 지지자들은 이 운동의 기원을 보면 19세기 초 라틴 아메리카의 혁명 지도자이며, 남아메리카 독립 전쟁인 시몬 볼리바르의 이상을 사회주의적으로 계승한 것이라고 본다.

## 같이 보기
- 핑크 타이드
- 문화대혁명
- 21세기 사회주의